# Saparevo, Kiustendil
Saparevo (în bulgară Сапарево) este un sat în comuna Sapareva Banea, regiunea Kiustendil,  Bulgaria. 

## Demografie
Componența etnică a satului Saparevo
     Bulgari (94,62%)
     Nicio identificare (5,37%)
     Altele (0%)
La recensământul din 2011, populația satului Saparevo era de 1.322 locuitori. Din punct de vedere etnic, majoritatea locuitorilor (94,62%) erau bulgari. Pentru 5,37% din locuitori nu este cunoscută apartenența etnică.